# سزار مندوزا
سزار مندوزا (اسپانیایی: César Mendoza‎; زاده ۱۱ سپتامبر ۱۹۱۸ – درگذشته ۱۳ سپتامبر ۱۹۹۶) سیاستمدار، و سوارکار پرش اهل فرانسه بود.